# N57 (België)
De N57 is een gewestweg in België tussen Ronse (N48b) in Oost-Vlaanderen en Familleureux in Henegouwen (A501). De weg is ongeveer 53 kilometer lang. In Gellingen is de weg voor ongeveer 500 meter onderbroken door de N7. Tot 2017 was de N57 in Zinnik onderbroken. De doorgaande route liep voor die tijd door Zinnik heen via de N55 en de N6. Vanaf 2017 is de omlegging van de N57 om Zinnik heen gereed gekomen waardoor het doorgaande verkeer niet meer door de bebouwde kom heen hoeft.
Het stuk tussen Zinnik en Familleureux wordt ook regelmatig N57b genoemd. Langs deze route staan de borden N57 en N57b afgewisseld.
De gehele weg bestaat uit twee rijstroken voor beide richtingen samen.

## Plaatsen langs N57
- Ronse
- Elzele
- Vloesberg
- Ogy
- Lessen
- Houraing
- Pont
- Gellingen
- Mauvinage
- Noir-Jambon
- Masi
- Zinnik